# 蒙托焦
蒙托焦（義大利語：Montoggio），是意大利热那亚省的一个市镇。总面积46.4平方公里，人口2103人，人口密度45.3人/平方公里（2009年）。ISTAT代码为010039。

## 友好城市
- 捷克Radomyšl 2006年
- 法國Zonza 2006年